# Archanara unimaculata
Archanara unimaculata là một loài bướm đêm trong họ Noctuidae.